# Швець Володимир Віталійович
Володимир Віталійович Швець (нар. 27 квітня 2004, Вінниця, Україна) — український футболіст, центральний захисник ковалівського «Лівого берега».

## Життєпис
Народився у Вінниці. У ДЮФЛУ з 2017 по 2022 рік виступав за «Ниву» (Вінниця), «Металург» (Запоріжжя) та «Ворсклу» (Полтава). У сезоні 2021/22 та 2022/23 років виступав за полтавчан в юнацькому чемпіонаті України. Вперше до заявки на Прем'єр-ліги України потрапив 23 листопада 2022 року в програному (2:3) виїзному поєдинку 15-го туру проти донецького «Шахтаря». Володимир просидів усі 90 хвилин на лаві запасних.
Наприкінці серпня 2023 року став гравцем «Лівого берега». У футболці київського клубу дебютував 25 листопада 2023 року в переможному (5:0) домашньому поєдинку 18-го туру групи Б Першої ліги України проти сумської «Вікторії». Швець вийшов на поле на 86-й хвилині замість Андрія Якиміва. 